# Lidia Gueiler Tejada
Lidia Gueiler Tejada (Cochabamba, 28 de agosto de 1921 – La Paz, 9 de maio de 2011) foi uma política boliviana que presidiu seu país entre 16 de novembro de 1979 e 17 de julho de 1980.

## Biografia
Foi uma dirigente influente da revolução socialista de 1952. Assumiu a presidência da Bolívia em 1979 após o fracasso do golpe militar de Alberto Natusch Busch. Menos de um ano depois sofreu um golpe militar orquestrado pelo seu primo, Luis García Meza Tejada, e saiu do poder. Depois de ser exilada, tornou-se embaixadora na Venezuela e Colômbia. Saiu da política em 1993.
Frequentou o Instituto Americano em sua cidade natal, graduando-se como contadora-geral. Contraiu matrimônio com um soldado paraguaio que foi capturado na Bolívia durante a Guerra do Chaco. Desta união, nasceu uma filha, porém, posteriormente, optou por se separar do marido. Decidiu deixar sua filha sob os cuidados de um internato para dedicar-se exclusivamente à carreira política.
Faleceu de causas naturais em 9 de maio de 2011.
É parente da atriz estadunidense Raquel Welch, nascida Jo Raquel Tejada[carece de fontes?].
Se tornou presidente interina da Bolívia após a renúncia de Evo Morales, que passou de uma ex-guerrilheira a uma figura que muitos consideram como uma marionete dos militares.